# Pavel Basjkin
Pavel Basjkin född den 1 september 1978 i Astrachan, Ryssland, är en rysk handbollsspelare.
Han tog OS-brons i herrarnas turnering i samband med de olympiska handbollstävlingarna 2004 i Aten.